# District franc fédéral les Bimis-Ciernes Picat
Le district franc fédéral les Bimis-Ciernes Picat, créé en 2010, est l'une des 43 zones de protection de la nature d'importance nationale, situé dans le canton de Vaud, en Suisse.

## Géographie
Situé sur le territoire des communes de Château-d'Œx et Rougemont (Vaud), le district franc fédéral les Bimis-Ciernes Picat est situé dans le massif des Préalpes fribourgeoises et touche le canton de Fribourg, avec une frontière commune avec le district franc fédéral de Hochmatt-Motélon au Vanil Noir, tous deux sont entièrement englobés dans le Parc naturel régional Gruyère Pays-d'Enhaut.
Il est divisé en deux zones : une partie où la protection est intégrale et une autre où elle n'est que partielle. Lors de sa création en 2010, une troisième zone a été définie en dehors de la zone protégée, dans laquelle les dégâts dus au gibier sont indemnisés. Il tire son nom des deux lieux-dits des Ciernes-Picat et des Bimis qui sont tous deux inclus dans le territoire du district franc.